# Primera categoria del Campionat de Catalunya de futbol 1916-1917
Resultats de la lliga de Primera categoria del Campionat de Catalunya de futbol 1916-1917.

## Sistema de competició
Continuant amb la reducció d'equips a la primera categoria que es venia seguint les darreres temporades, aquesta es disputà amb 7 equips a la primera categoria. FC Badalona i Avenç de l'Sport van perdre la categoria respecte la temporada anterior. Per la temporada següent es baixà de set a sis, nombre que fou definitiu durant els anys esdevenidors.
Abans de començar la temporada es realitzà el sorteig del calendari de la primera categoria, que es disputà a doble volta, amb partits d'anada i tornada, on s'enfrontaren tots els equips com a locals i visitants, tots contra tots.

## Classificació final
| Pos | Equip                | PJ | PG | PE | PP | GF | GC | DG  | Pts | Classificació |
| --- | -------------------- | -- | -- | -- | -- | -- | -- | --- | --- | ------------- |
| 1   | FC Espanya (C)       | 12 | 9  | 1  | 2  | 32 | 10 | +22 | 19  | Campió        |
| 2   | RCD Espanyol         | 12 | 6  | 2  | 4  | 13 | 10 | +3  | 16  | (+2)          |
| 3   | CS Sabadell          | 12 | 5  | 1  | 6  | 14 | 17 | −3  | 13  | (+2)          |
| 4   | Atlètic de Sabadell  | 12 | 4  | 2  | 6  | 10 | 17 | −7  | 12  | (+2)          |
| 5   | FC Barcelona         | 12 | 8  | 2  | 2  | 29 | 11 | +18 | 10  | (-8)          |
| 6   | FC Internacional (O) | 12 | 2  | 3  | 7  | 5  | 17 | −12 | 7   | Promoció      |
| 7   | Universitary SC (R)  | 12 | 2  | 1  | 9  | 10 | 31 | −21 | 7   | Descens (+2)  |

La temporada va estar marcada pel fet que el Barcelona va perdre el títol en favor de l'Espanya per sanció federativa en haver alineat Garchitorena, de nacionalitat filipina, que arribà al club amb documentació falsa. Fou el famós "Cas Garchitorena". Quatre partits del Barça foren anul·lats en favor dels seus rivals. El FC Espanya es proclamà campió.
A la part baixà de la classificació, Universitari i Internacional van quedar empatats a punts i van jugar un partit de desempat que guanyà l'Inter. L'històric Universitari va perdre la categoria, i l'Internacional de Sants es classificà per jugar la promoció de descens.
| FC Internacional | 5-0 | Universitary SC |
| ---------------- | --- | --------------- |
|                  |     |                 |

## Resultats
| Primera volta | Primera volta | Primera volta                | Primera volta |
| Jornada       | Data          | Local - Visitant             | Resultat      |
| ------------- | ------------- | ---------------------------- | ------------- |
| 1             | 19-11-1916    | Espanyol - Internacional     | 1-0           |
| 1             | 19-11-1916    | Espanya - Universitari       | 3-0           |
| 1             | 19-11-1916    | Sabadell - Atlètic S.        | 0-2           |
| 2             | 26-11-1916    | Barcelona - Sabadell         | 4-0           |
| 2             | 26-11-1916    | Universitari - Espanyol      | 0-2           |
| 2             | 26-11-1916    | Atlètic S. - Espanya         | 1-3           |
| 3             | 03-12-1916    | Espanya - Barcelona          | 2-1           |
| 3             | 03-12-1916    | Espanyol - Atlètic S.        | 1-0           |
| 3             | 03-12-1916    | Internacional - Universitari | 0-1           |
| 4             | 17-12-1916    | Barcelona - Espanyol         | 3-0           |
| 4             | 28-01-1917    | Atlètic S. - Internacional   | 1-0           |
| 4             | 04-02-1917    | Sabadell - Espanya           | 3-1           |
| 5             | 07-01-1917    | Universitari - Atlètic S.    | 1-2           |
| 5             | 07-01-1917    | Espanyol - Sabadell          | 0-1           |
| 5             | 18-03-1917    | Internacional - Barcelona    | 1-0           |
| 6             | 14-01-1917    | Espanya - Espanyol           | 2-0           |
| 6             | 14-01-1917    | Barcelona - Universitari     | 4-3           |
| 6             | 06-05-1917    | Sabadell - Internacional     | 1-0           |
| 7             | 21-01-1917    | Espanya - Internacional      | 3-1           |
| 7             | 21-01-1917    | Atlètic S. - Barcelona       | 0-2           |
| 7             | 21-01-1917    | Universitari - Sabadell      | 1-0           |
|               |               |                              |               |

| Segona volta | Segona volta | Segona volta                 | Segona volta |
| Jornada      | Data         | Local - Visitant             | Resultat     |
| ------------ | ------------ | ---------------------------- | ------------ |
| 8            | 18-02-1917   | Internacional - Espanyol     | 1-1          |
| 8            | 18-02-1917   | Universitari - Espanya       | 1-4          |
| 8            | 18-02-1917   | Atlètic S. - Sabadell        | 0-0          |
| 9            | 25-02-1917   | Sabadell - Barcelona         | 1-2          |
| 9            | 25-02-1917   | Espanyol - Universitari      | 2-0          |
| 9            | 25-02-1917   | Espanya - Atlètic S.         | 1-0          |
| 10           | 04-03-1917   | Barcelona - Espanya          | 2-2          |
| 10           | 04-03-1917   | Atlètic S. - Espanyol        | 0-3          |
| 10           | 04-03-1917   | Universitari - Internacional | 1-1          |
| 11           | 11-03-1917   | Espanyol - Barcelona         | 0-0          |
| 11           | 11-03-1917   | Internacional- Atlètic S.    | 0-0          |
| 11           | 11-03-1917   | Espanya - Sabadell           | 5-0          |
| 12           | 18-03-1917   | Atlètic S. - Universitari    | 4-1          |
| 12           | 01-04-1917   | Sabadell - Espanyol          | 3-2          |
| 12           | 15-04-1917   | Barcelona - Internacional    | 2-1          |
| 13           | 18-03-1917   | Espanyol - Espanya           | 1-0          |
| 13           | 25-03-1917   | Universitari - Barcelona     | 1-4          |
| 13           | 03-06-1917   | Internacional - Sabadell     | (c/p)        |
| 14           | 25-03-1917   | Internacional - Espanya      | 0-6          |
| 14           | 01-04-1917   | Barcelona - Atlètic S.       | 5-0          |
| 14           | 22-04-1917   | Sabadell - Universitari      | 5-0          |
|              |              |                              |              |

## Golejadors
| Gols |                   |                     |
| ---- | ----------------- | ------------------- |
| 11   | Agustí Cruella    | FC Espanya          |
| 7    | Vicenç Martínez   | FC Barcelona        |
| 5    | Pere Monistrol    | CE Sabadell         |
| 5    | Josep Costa       | FC Barcelona        |
| 4    | Agustí Sancho     | FC Barcelona        |
| 4    | Salvador Hormeu   | FC Barcelona        |
| 3    | José Retana       | CE Sabadell         |
| 3    | Estruch I         | CE Sabadell         |
| 3    | Francesc Domènech | Atlètic de Sabadell |
| 3    | Leandre Gassó     | RCD Espanyol        |
| 3    | Juanito López     | RCD Espanyol        |
| 3    | Juan Garchitorena | FC Barcelona        |
| 3    | Josep Prats       | FC Espanya          |
| 3    | Antoni Baró       | FC Espanya          |
| 3    | Artur Cella       | FC Espanya          |
|      |                   |                     |

Notes
- Segons la premsa de l'època que es consulti els golejadors poden variar i en alguns casos poden no ser esmentats, per la qual cosa la classificació pot contenir errors.

## Promoció de descens
El FC Internacional havia de disputar l'eliminatòria de promoció davant el RS Alfons XIII FC, campió de Catalunya de segona categoria. El club mallorquí renuncià a disputar la promoció per les dificultats que suposaria disputar el campionat de Catalunya de Primera Categoria la temporada següent.